# Wielkolas
Wielkolas – wieś w Polsce położona w województwie lubelskim, w powiecie lubartowskim, w gminie Abramów.
W latach 1975–1998 miejscowość administracyjnie należała do ówczesnego województwa lubelskiego.
Wieś stanowi sołectwo gminy Abramów. Według Narodowego Spisu Powszechnego (III 2011 r.) wieś liczyła 615 mieszkańców.